# Alvin Malnik

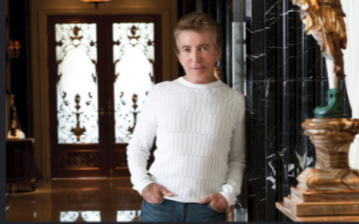
Alvin Malnik (unbekanntes Datum)

Alvin Ira „Al“ Malnik (* 23. Mai 1932 in St. Louis, Missouri) ist ein US-amerikanischer Anwalt und millionenschwerer Geschäftsmann und Unternehmer in Miami. Bekannt wurde er durch seine Tätigkeit für den Mobster Meyer Lansky und als Berater des Popstars Michael Jackson. Außerdem war er Gründungsinhaber des 1968 eröffneten legendären „Forge Restaurant“ im Census-designated place South Beach.

## Leben

### Frühe Jahre
Malnik ist der Sohn einer jüdischen Emigrantenfamilie aus Russland. Er wuchs in einem Arbeiterviertel von St. Louis auf, wo er die Clark Elementary School und die Soldan High School besuchte. 1950 erhielt er seinen High-School-Abschluss.
Er studierte an der Washington University und war zwei Jahre lang Austauschstudent des ROTC-Programms in El Paso (Texas). 1954 erlangte er den Bachelor of Arts, diente dann bis 1956 in der US Army, die er als Captain der Reserve verließ, und absolvierte danach ein juristisches Studium an der University of Miami School of Law.
1959 eröffnete er sein Büro in der Lincoln Road in Miami. Zusammen mit seinem Freund Jay Weiss entwickelte er das Gebiet um den South Beach zu einem attraktiven Standort. Er selbst eröffnete 1968 dort sein bis heute legendäres „Forge Restaurant“. Er war außerdem an den Projekten Sky Lake County Club, California Club, Bandsmart Building, Club 41 und dem Cricket Club beteiligt.
Malnik erwarb die Rechte für den Vertrieb der Scopitone-Musikmaschinen, im Prinzip eine Weiterentwicklung der Musicbox mit Filmclips und damit Vorläufer von modernen Musikvideos, die Mitte der 1960er Jahre aus Großbritannien kommend, auch in New York City Einzug gehalten hatten. Hauptpartner bei diesem Geschäft war Maurice Uchitel; der insbesondere von 1964 bis 1970 Eigentümer des berühmten Nachtclubs „El Morocco“ war. Durch den Weiterverkauf der Rechte wurde Malnik zum Millionär.
Malnik war zehn Jahre in der Finanz- und Immobilienbranche tätig, ohne in irgendwelche Skandale oder Pleiten verwickelt zu sein. Im April 1969 wurde er wegen des Verdachts der Steuerhinterziehung verhaftet. Malnik, der umgehend freigelassen wurde, musste allerdings Jahre mit einem im Prinzip schwebenden Verfahren leben. Erst im Jahr 1985 wurden die Vorwürfe endgültig zurückgezogen und das Verfahren, das von der Steuerbehörde IRS 1962 begonnen worden war, eingestellt.

### Meyer Lansky
Malnik wurde auch für Meyer Lansky tätig, nachdem er in den späten 1950er Jahren in Geschäftsbeziehungen zu Al Mones getreten war, der als Assoziierter von Lansky gelten kann.

“It was a known fact among the criminal underworld that dealing with Al Malnik was the same as dealing with Meyer Lansky …”

„Es war ein bekannter Umstand in der kriminellen Unterwelt, dass Geschäfte mit Malnik Geschäfte mit Meyer Lansky waren …“

Lansky kontrollierte insbesondere zusammen mit Santo Trafficante, Sr. das Glücksspiel und den Drogenhandel in Florida und Kuba. Nach dem Erfolg der kubanischen Revolution verlegte Lansky ab 1959 seine Tätigkeiten auf die Bahamas.
Einer breiteren Öffentlichkeit wurde Malnik zum ersten Mal in den frühen 1960er Jahren bekannt, da sein Aufbau des Glücksspiels auf den Paradise Island (Bahamas) bemerkt wurde. Außerdem war er in Bank- und Immobiliengeschäften in Miami tätig und agierte hier als Frontman von Meyer Lansky in Zusammenarbeit mit Sam Cohen, einem Chairman der Miami National Bank, der ein weiterer Assoziierter von Lansky war.
1962 wurde Malnik als Direktor der Bank of World Commerce in Nassau auf den Bahamas aufgeführt, die von zahlreichen bekannten Gangstergrößen genutzt wurde. Offenbar war es Malniks Aufgabe, die Geschäfte von Lansky zu legalisieren.
Malnik und Cohen betrieben mit ihren Firmen „COMAL“ und „Cove Associates“ Anfang der 1970er Jahre Spekulationen mit Grundstückskäufen in Florida und den Pocono Mountains. Finanzierungshilfen leisteten Caesars World und der Central States Pension Fund; Pensionsfonds der Gewerkschaft der Transportarbeiter „Teamsters“. Malnik und Cohen erwarben zum Beispiel 1971 ein 325 Acre großes Gelände, auf dem dann ein „Dade County Country Club“ errichtet wurde. Beim Verkauf erzielten sie einen Gewinn 14,7 Mio. US-Dollar.
Als das FBI gegen die Detroiter Mafia wegen deren Verwicklung in die Kasinos von Las Vegas ermittelte und Jack Tocco ins Visier der Fahnder geraten war, betrieb Malnik 1977 den Verkauf der Kasinoanteile am Aladdin.
1980 wurde Malnik von der zuständigen „Gaming Commission“ in New Jersey wegen seiner kriminellen Kontakte – insbesondere zu Lansky und Cohen – der Zugang zu den Kasinos verboten.
Allein Sam Cohen wird mit einer Summe von 30 Mio. US-Dollar in Verbindung gebracht, die aus der Spielbank des Flamingos abgeschöpft (amerikanisch „skimming“) wurde. So gehörte Cohen zu dem Personenkreis, deren Besuch bei Lanskys Aufenthalt in Israel Anfang der 1970er Jahre durch die israelischen Behörden registriert wurde. Diese alten kriminellen Kontakte führten letztendlich zur Ausweisung von Lansky 1973 aus Israel.
Die Entscheidung der Gaming Commission wurde am 8. September 1993 erneuert, als zwei Kasinos – das Caesars und das Taj Mahal – in Atlantic City diszipliniert wurden, da sie Malnik Eintritt gewährt hatten.

“He is not welcome here.”

„Er ist hier nicht willkommen.“

Nach Lanskys Tod 1983 bezeichnete Reader’s Digest Malnik als dessen „Thronfolger“ („heir apparent“). Malnik bestreitet die engen Kontakte zu Lansky. 1999 gab er in einem Zeitungsinterview an, Lansky nur ein einziges Mal persönlich getroffen und ihn lediglich einige Male rechtlich vertreten zu haben.

“Contrary to popular belief, I (Al Malnik) never worked for Meyer Lansky. I knew him, and he was a good friend who I spent a lot of time with, but I never represented him in legal matters. To me, Meyer was quite the grandfather type. If you knew him and talked to him, you could never imagine that any of the stories you heard about him had any veracity. You could never imagine that he was responsible for doing the things people said he did. He was not a person to give in to rage.”

„Im Gegensatz zu dem, was die Öffentlichkeit glaubt, habe ich (Al Malnik) nie für Meyer Lansky gearbeitet. Ich kannte ihn, er war ein guter Freund, mit dem ich eine Menge Zeit verbrachte, den ich aber nie bei seinen rechtlichen Angelegenheiten vertreten habe. Für mich war Meyer der stille Großvater-Typ. Wenn du ihn kanntest, konntest du dir nicht vorstellen, dass die Geschichten, die du über ihn gehört hattest, wahr wären. Du konntest dir nicht vorstellen, dass er die Dinge getan haben sollte, von denen die Leute sagten, er habe sie getan. Er war keine Person, welche in Zorn geriet.“

1982, kurz vor dem Tod Lanskys, war der kanariengelbe Rolls-Royce von Malnik in der Tiefgarage seines Cricket Clubs in die Luft gesprengt worden, den er mit projektiert hatte. Cal Coves, sein Partner bei diesem Projekt, musste drei Jahre ins Gefängnis, da ihm Verbindungen zum korrupten Gewerkschaftsführer Jimmy Hoffa nachgewiesen werden konnten. Durch den Bombenanschlag wurde niemand verletzt, aber es konnte auch niemand zur Verantwortung gezogen werden. Ein guter Freund Malniks – Don Aronow – wurde am 3. Februar 1987, in seinem Auto sitzend, in der NE 188th Street in Miami erschossen.

### Saudisches Königshaus
1980 half Malnik Mohammed Al-Fassi beim Verkauf von dessen Villa in Beverly Hills, welche dieser 1978 für 2,4 Mio. US-Dollar gekauft hatte. Al-Fassi war der Bruder von Hind Al-Fassi, die mit dem saudi-arabischen Prinzen Turki ibn Abd al-Aziz verheiratet war. Al-Fassi hatte nicht nur den Unmut der Nachbarn erregt, weil er die Villa erbsengrün anstreichen ließ, sondern auch, weil er die italienischen Statuen auf dem Anwesen fleischfarben bemalen ließ, wodurch die Geschlechtsorgane deutlich zur Geltung kamen.
Im April 1980 hatte sich Malnik mit Mitgliedern der saudi-arabischen Königsfamilie getroffen. Für die Zeitdauer von vier Jahren wurde er zum Finanzberater von Mohammed Al-Fassi und Turki ibn Abd al-Aziz.
Sohn Mark Malnik, der 1958 geboren wurde, organisierte zu diesem Zeitpunkt seine Hochzeit mit Sheika Hoda Al-Fassi in Miami. Bis Dezember 1980 waren dann alle Genannten auf einer gemeinsamen Weltreise. Nach dem Abschluss seines Studiums 1982 fand dann die Heirat zwischen Mark Malnik und Hoda Al-Fassi statt. Mark Malnik änderte seinen Namen in Shareef Malnik.
Im März 1982 gingen Malnik und sein Sohn nach Saudi-Arabien und es kamen Gerüchte auf, Malnik würde zum Islam konvertieren und ebenfalls seinen Namen ändern. Allerdings verliert der Al-Fassi-Turki-Clan in Saudi-Arabien an Einfluss: Mohammed Al-Fassi, der in den Mittleren Osten zurückgekehrt war, landete in den 1990er Jahren für drei Jahre im Gefängnis, da er die saudische Königsfamilie öffentlich in Radiointerviews in Bagdad kritisiert hatte. Er wurde aus Saudi-Arabien ausgewiesen und starb 2002 an einer Leberinfektion in einem Krankenhaus in Kairo. Dorthin war die Familie von Prinzessin Hind Al-Fassi und Prinz Turki ibn Abd al-Aziz Al Saud gegangen, nachdem auch Prinz Turki Saudi-Arabien verlassen musste. Nach dem Tod von Hind Al-Fassi, die 2010 im Alter von 57 Jahren in Kairo starb, kehrte Turki 2011 nach Saudi-Arabien zurück, wo er 2016 starb.
Die Malnik-Familie blieb in den USA; Shareef Malnik spielte 1997 in einer kleinen Nebenrolle des Films The Blackout von Abel Ferrara.

### Michael Jackson
Die Freundschaft von Malnik und Michael Jackson soll auf das Jahr 2002 zurückgehen. Als Jackson Probleme mit seiner Liquidität hatte, um insgesamt drei Mio. US-Dollar an Kaution und Anwaltskosten zu bezahlen, war es Malnik, der führende Geldverleiher in Miami, der diese Finanzierungslücke schloss.
Malnik wurde Berater von Michael Jackson. So bemühte er sich u. a. 2004 um einen Aufschub bei der Rückzahlung der Millionenkredite, die Jackson aufgenommen hatte.

„Er hat sich nie darum gekümmert, wie viel er [Michael Jackson] ausgegeben hat.“

Zum Dank wurde Malnik Anfang der 2000er Jahre auf einem „Greatest-Hits“-Album unter „Special thanks“ namentlich aufgeführt. Jackson hatte sich damals einige Monate mit seinen Kindern und seinem Anhang in das Haus von Malnik am Palm Beach zurückgezogen.
2003 trat Jackson auf der 70. Geburtstagsfeier von Malnik auf.
Nach dem Tod von Jackson 2009 gab Malnik zahlreiche Interviews, u. a. in der „Today Show“ von NBC, bei CBS (CBS4) und der Palm Beach Post, und offerierte den Medien private Videos von Jackson mit seinen Kindern. Des Weiteren äußerte er sich zu dessen schwieriger Vermögenslage, da neben ungeklärten Anteilsansprüchen ehemaliger Geschäftspartner auch Debbie Rowe, die leibliche Mutter der beiden ältesten Jackson-Kinder, einen Anspruch auf das alleinige Sorgerecht der Kinder beantragen könnte.

„Das alles zu entschlüsseln, könnte noch Monate dauern, wenn nicht Jahre.“

Malnik behauptete, Jackson habe ihn 2003 als Nachlassverwalter eingesetzt. Außerdem sei er der Patenonkel von Prince Michael Joseph Jackson, II, dem jüngsten Sohn, der von einer bislang unbekannten Leihmutter ausgetragen wurde. Malnik habe sich schriftlich verpflichtet, für sein Patenkind zu sorgen, falls dem Sänger etwas zustoßen sollte. Malnik hat nach dem Tod von Jackson bestritten, der leibliche Vater seines Patenkindes zu sein.
Der Reporter Bob Norman berichtete, dass zum Schluss die Freundschaft von Jackson und Malnik auseinandergebrochen sein soll, da Jackson davon ausging, dass Malnik am Versuch beteiligt war, ihm die Rechte an den Beatles-Songs abzunehmen. Die Miami New Times bezeichnete Malnik als einen der zahllosen „falschen Freunde“ und „zwielichtigen Opportunisten“ („shady opportunist“) von Michael Jackson.

## Politik und Geschäfte

### The Forge
Das Restaurant The Forge (en: Die Schmiede) war von Malnik 1968 eröffnet worden und entwickelte sich zu einem Treffpunkt von Prominenten und dem sogenannten Jet Set. Als es auf Grund eines Feuers geschlossen wurde, liebäugelte Malnik mit dem Ende des Restaurants.
Da Sohn Shareef Malnik bereit war von London nach Miami zurückzukehren und das Restaurant weiterzuführen, wurde es restauriert und wiedereröffnet. Seit 4. November 1991 gilt Shareef als alleiniger Eigentümer und Geschäftsführer des Restaurants.

### Demokratische Partei und Spendentätigkeit
Malnik gehört jahrelang zu den größten Spendern für die Demokratische Partei. Er unterhält gute Kontakte zu Chuck Schumer. Als einer der engsten Freunde gilt Bernie Madoff, der ebenfalls ein Großspender der Demokratischen Partei war.
Er unterstützt die „Founders Society of the University of Miami“, „Founder of Mount Sinai Medical Center“, „Founder of the University of Miami/Sylvester Comprehensive Cancer Center“ und die Make-A-Wish Foundation.

### Spielbanken
Malnik ist weiterhin engagiert im Kasinogeschäft. Er ist Consultant der Kasinokomplexe in Mystic Lake und Mount Pleasant. Außerdem versuchte er das Resort des Hard Rock Casino von den Seminolen in Florida zu übernehmen. Er soll es auf verschiedene Weise geschafft haben, in indianische Spielbanken eingedrungen zu sein; so wird er mit 300 der 450 dieser „Indianerkasinos“ in Verbindung gebracht.

### Geldleihe und Finanzierungen
Malnik ist der führende Geldverleiher in Florida. Er hält 100 % der Aktien der Title Loans of America, die sich insbesondere mit der Autofinanzierung beschäftigt und Profitraten von bis zu 300 % erwirtschaftet. Die Firma ist einer der größten Gläubiger – bezogen auf die Anzahl einzelner Forderungen – in den USA.

### Filmindustrie
In seiner Tätigkeit als Anwalt mit Verbindungen zur Filmbranche haben einige bekannte Filmgrößen seine Dienste in Anspruch genommen, zum Beispiel Frank Sinatra, Sammy Davis Jr., Dean Martin und Jackie Gleason.
Al Malnik war ab 2002 auch Co-Produzent einiger Filme:
- 2002: 2 Birds with 1 Stallone
- 2003: The Gospel of Lou
- 2006: Revoloution (2006)

## Familie
Alvin Malnik bekam 1958 zusammen mit seiner Frau Debbie einen Sohn, Mark Malnik. Durch die familiären Beziehungen der Malnik-Familie zur saudi-arabischen Königsfamilie änderte dieser seinen Namen 1982 nach der Heirat mit Mohammed Al-Fassis Tochter Sheika Hoda Al-Fassi in Shareef Malnik. Unter diesem Namen nahm er auch an einigen Motorsportrennen teil; u. a. war er 1999 einer von vier Fahrern des „Team Transenergy“ beim 12-Stunden-Rennen von Sebring (1999 Exxon Superflo 12 Hours of Sebring). 1960 kam die Tochter Andrea zur Welt. 1984 wurde Yaseen, der Sohn von Shareef Malnik und Hoda, geboren.
Am 22. April 1992 heiratete Malnik erneut. Seine neue Ehefrau ist das ehemalige Fotomodell Nancy Elaine Gresham; diese brachte im Juli 1998 die Drillinge Nathan Asher, Spencer Nicole und Jarod Jay Malnik zur Welt.
Im Mai 2011 gab der US-amerikanische Filmproduzent Brett Ratner in einem 20-Fragen-Interview an, dass er Al Malnik als seinen wirklichen Vater – der ihn gefördert habe – ansehe und sich dessen Familie zugehörig fühle.
Seit August 2015 ist sein Sohn Shareef Malnik mit der Schauspielerin Gabrielle Anwar verheiratet; wann die Ehe mit Hoda Al-Fassi beendet wurde, ist unbekannt.